# 藏马鸡
藏马鸡（学名：Crossoptilon harmani），又名哈曼马鸡，是鸡形目雉科马鸡属鸟类，分布于西藏等地。该物种的模式产地在西藏拉萨以东220公里。也是唯一在中国之外的地区有分布的马鸡属鸟类。

## 分布
藏马鸡分布在西藏境内喜马拉雅山东北麓和念青唐古拉山脉，近些年在印度北部阿魯那恰爾邦的干燥的河谷也有发现。

## 外形
藏马鸡属大型鸡类，成年体长96厘米左右。通体蓝黑色，背部和腹部色浅，头顶被黑色短密羽毛，眼周有红色裸皮区，颊部有白色羽簇。尾羽呈扁平为深蓝黑色。

## 习性
藏马鸡主要栖息在山地灌丛和森林中，藏马鸡常以集群活动，以蕨类、草、裸子植物的种子为食。

## 研究史
1880年，Elwes从一名叫哈曼的军官手里发现了该鸟的皮张，他依照其羽色定名为C. harmani Elwes 1881。此后对该鸟的分类地位一直有争议，有人认为藏马鸡与白马鸡的昌都亚种形态相近、分布彼此替代，并且二者有自然杂交的现象，而将其视为白马鸡的一个亚种。也有人依据其特化的体色而主张把它列为一个独立的种。对藏马鸡的生态、行为等方面的研究从、1980年代开始。

## 保护现状
藏马鸡分布的地区由于受西藏地区宗教的影响，没有人为干扰和任何狩猎的压力，栖息地植被保存也很好。在西藏曲水县才纳乡的修赛寺（又称休瑟寺、雄色寺等），由于寺庙的尼姑长期投喂，在该寺区域活动的藏马鸡散布于寺内各处，如同家禽。
藏马鸡是《瀕危野生動植物種國際貿易公約》（CITES）附录I的物种，IUCN的保护级别是近危，也是中国国家二级保护动物。